# Mircea Sasu
Pour les articles homonymes, voir Sasu.
Mircea Sasu, (né le 5 octobre 1939, mort le 17 octobre 1983), est un footballeur roumain, qui a joué pour Minerul Baia, l'UT Arad, le Dinamo Bucarest, le Farul Constanța et Fenerbahçe.